# Frank van den Broek
Pour les articles homonymes, voir Van den Broek.
Cet article concerne le cycliste néerlandais né en 2000. Pour le cycliste belge né en 1974 et mort en 2009, voir Frank Vandenbroucke (cyclisme).
Frank van den Broek, né le 28 décembre 2000, est un coureur cycliste néerlandais.

## Biographie
Étudiant en informatique, Frank van den Broek se révèle lors de la saison 2022 en remportant le Tour de Namur,. Il intègre ensuite l'équipe continentale néerlandaise À Bloc CT en 2023. Sous ses nouvelles couleurs, il se distingue en gagnant la dernière étape et le classement général de la Ronde de l'Oise. Il s'agit de ses premiers succès obtenus sur une course inscrite au calendrier de l'UCI.
Frank van den Broek participe à son premier grand tour en prenant le départ du Tour de France 2024. Il se révèle au grand public dès la 1re étape en faisant partie de l'échappée matinale et surtout en apportant une aide très précieuse à son leader, le Français Romain Bardet, afin de lui permettre de remporter l'étape et de porter le maillot jaune. Le jeune Néerlandais s'adjuge la deuxième place de l'étape et s’empare de la tête du classement par points et du classement du meilleur jeune.

## Palmarès et résultats

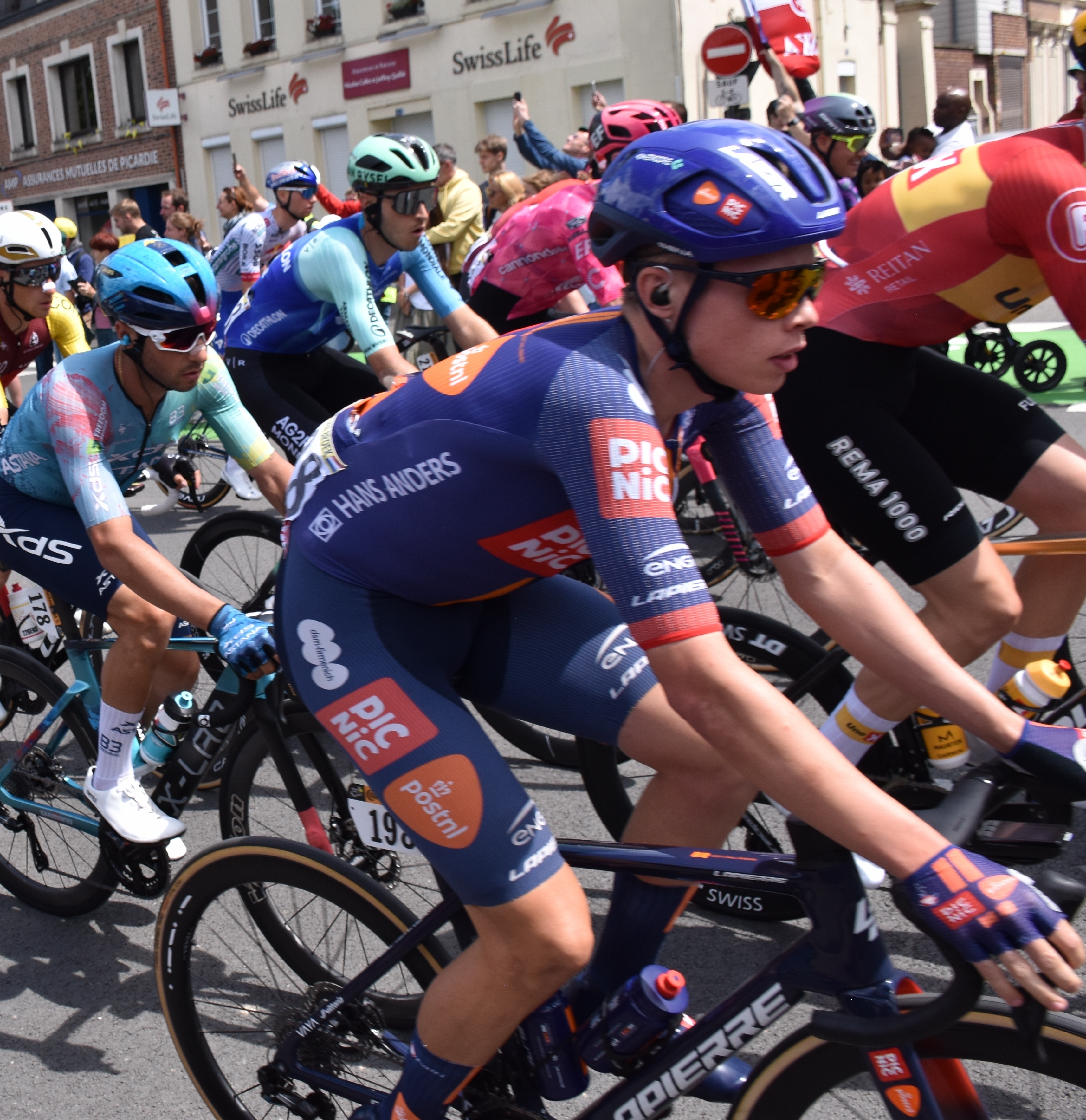
Frank van den Broek lors du Tour de France 2025.

### Palmarès
- 2022
  - Tour de Namur
  - Ronde Van Midden-Brabant
- 2023
  - Ronde de l'Oise :
    - Classement général
    - 4e étape

  - 4e étape du Tour du lac Qinghai
  - 5e étape du Tour d'Alsace
  - 3e du Tour d'Alsace
- 2024
  - Tour de Turquie :
    - Classement général
    - 6e étape

  - 1re étape du Tour du Danemark (contre-la-montre par équipes)
- 2025
  - 2e de la Volta NXT Classic

### Résultats sur les grands tours

#### Tour de France
2 participations
- 2024 : 62e
- 2025 : 39e

### Classements mondiaux
| Année                                 | 2023 | 2024 |
| ------------------------------------- | ---- | ---- |
| Classement mondial                    | 610e | 194e |
|                                       |      |      |
| Légende : nc = non classéSource : UCI |      |      |